# فررا دی وارزه
فررا دی وارزه (به ایتالیایی: Ferrera di Varese) یک کومونه در ایتالیا است که در استان وارزه واقع شده‌است.

## خصوصیات
فررا دی وارزه ۱٫۵ کیلومترمربع مساحت و ۶۵۳ نفر جمعیت دارد.